# ロンガーノ
ロンガーノ（イタリア語: Longano）は、イタリア共和国モリーゼ州イゼルニア県にある、人口約700人の基礎自治体（コムーネ）。

## 地理

### 位置・広がり

#### 隣接コムーネ
隣接するコムーネは以下の通り。括弧内のCEはカゼルタ県所属を示す。
- カステルピッツート
- ガッロ・マテーゼ (CE)
- イゼルニア
- モンテロドゥーニ
- ペットラネッロ・デル・モリーゼ
- ロッカマンドルフィ
- サンタガーピト